# Hypoponera beebei
Hypoponera beebei är en myrart som först beskrevs av Wheeler 1924.  Hypoponera beebei ingår i släktet Hypoponera och familjen myror. Inga underarter finns listade i Catalogue of Life.

## Bildgalleri

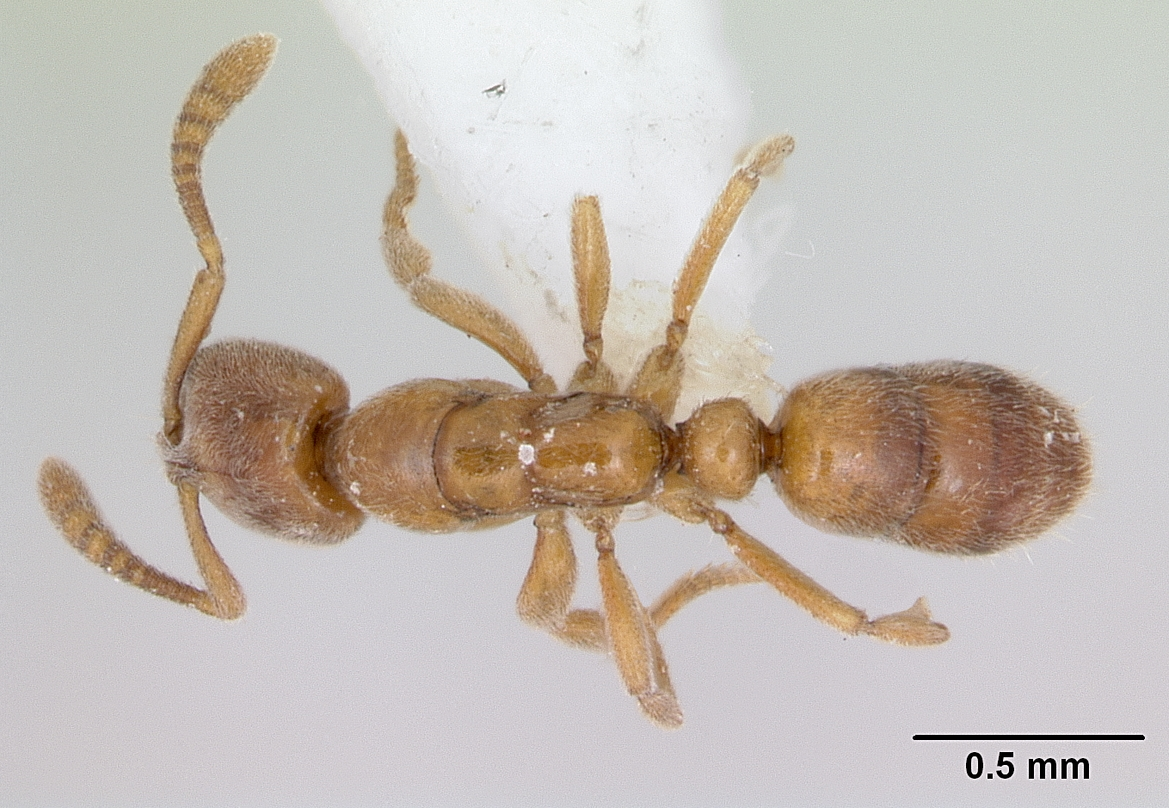
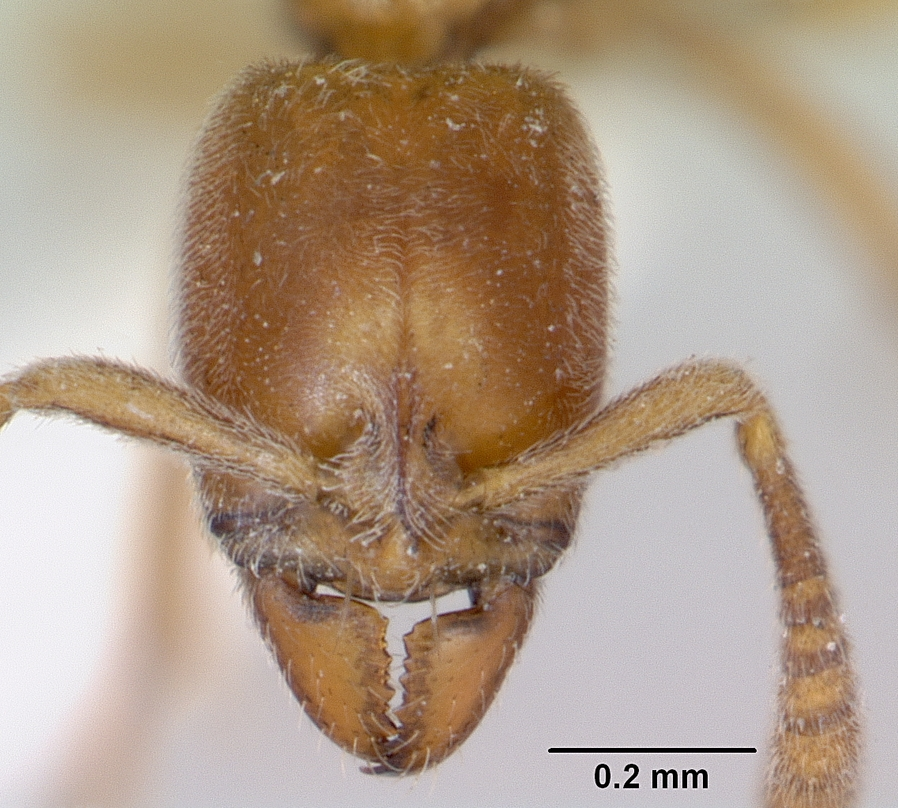
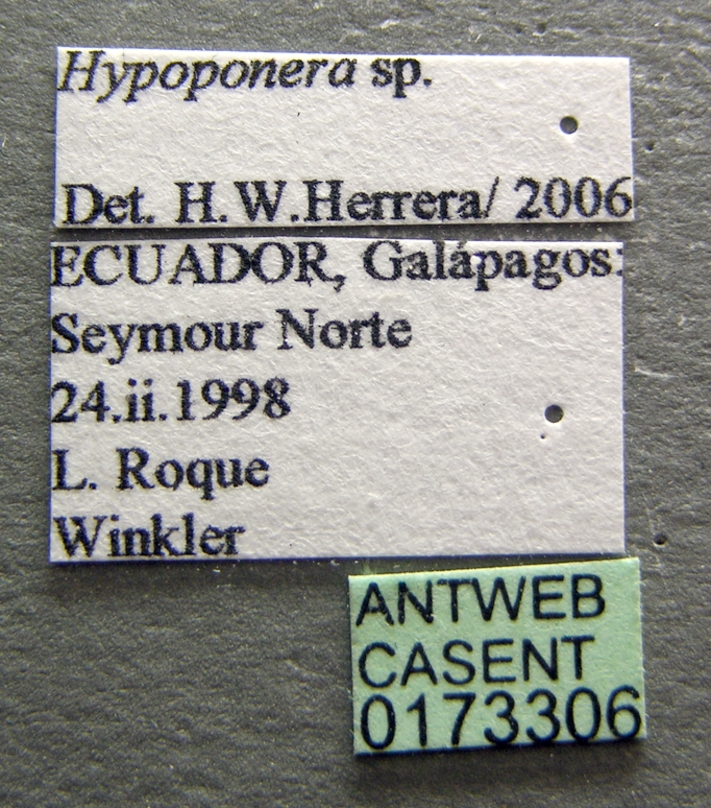
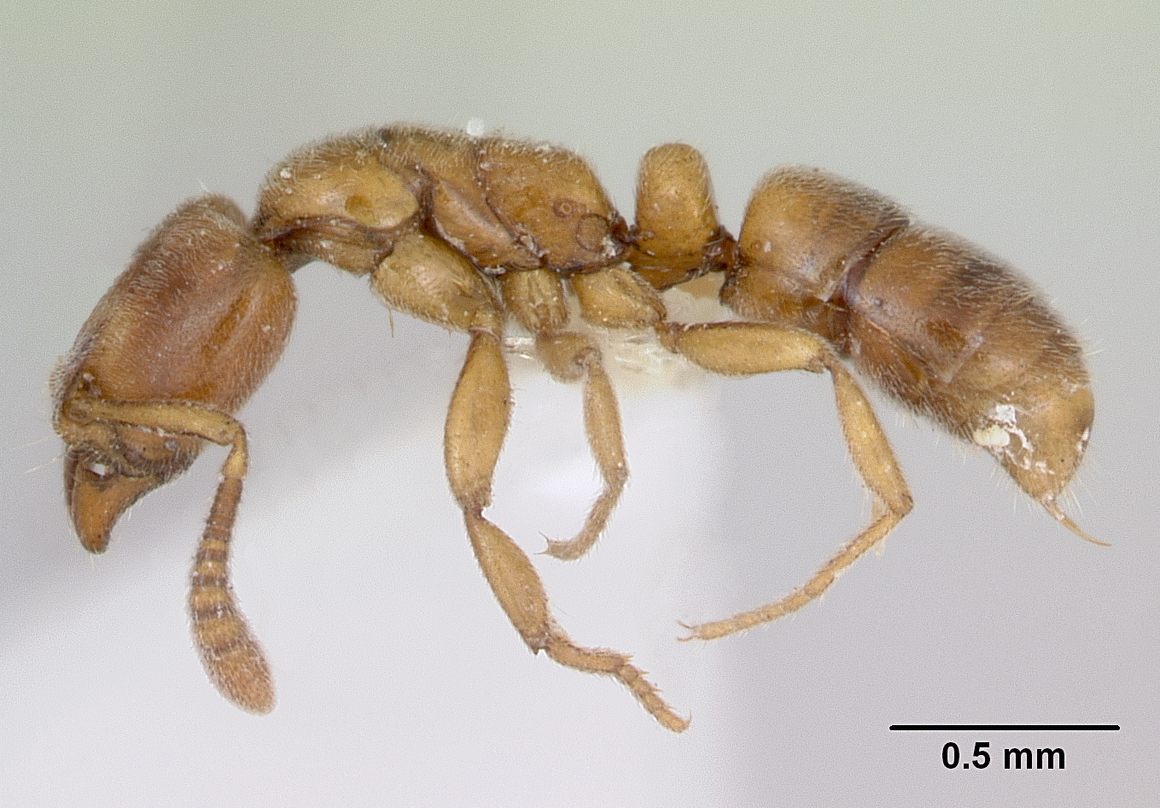
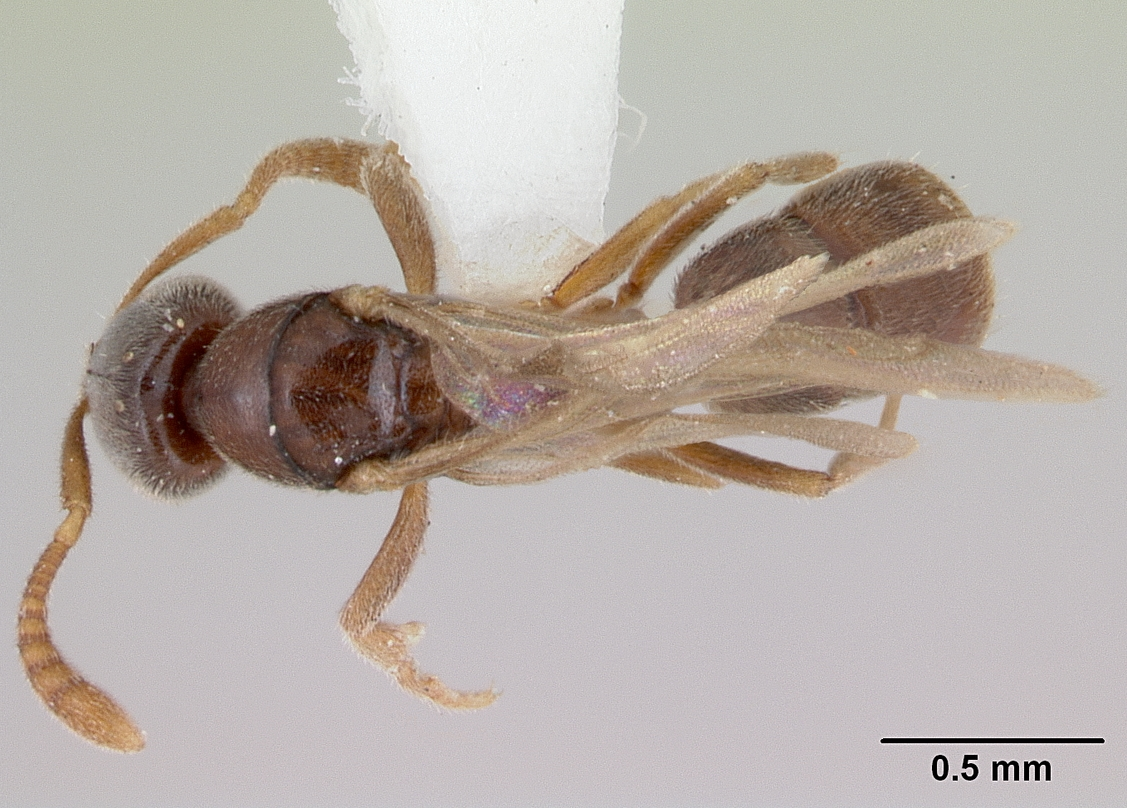
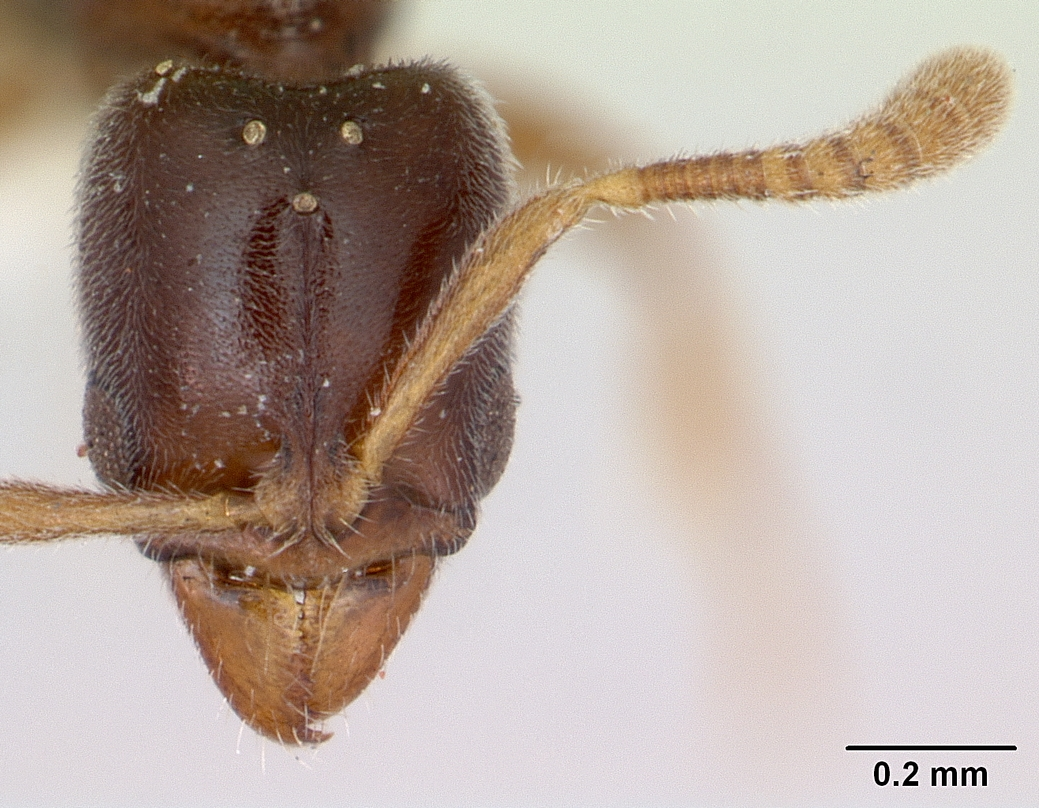